# 丝裂霉素
絲裂黴素（Mitomycin），屬抗生素類的抗腫瘤藥，用以治療癌症，如：胃及胰臟的腺癌、膀胱癌。作用在於減緩或停止體內癌細胞的生長。

## 注意事項
- 此藥可能會干擾女性的月經週期以及可能會停止男性精子產生，亦可能會傷害胎兒，必要時確實做好避孕措施以避免懷孕。
- 治療期間，容易受感染，請盡量避免出入公共場所及預防感冒。
- 易有口腔發炎、瘡及刺刺的感覺，口腔清潔需徹底。

## 常見副作用
- 頭髮變稀薄或易斷裂
- 噁心及嘔吐
- 食慾下降
- 嘴巴起水泡
- 疲勞或虛弱
- 發燒、喉嚨痛
- 寒顫、咳嗽
- 起疹、發癢
- 小便困難
- 頭暈、呼吸急促或呼吸困難
- 腳或腳踝腫大